# Radar Container (29B6)

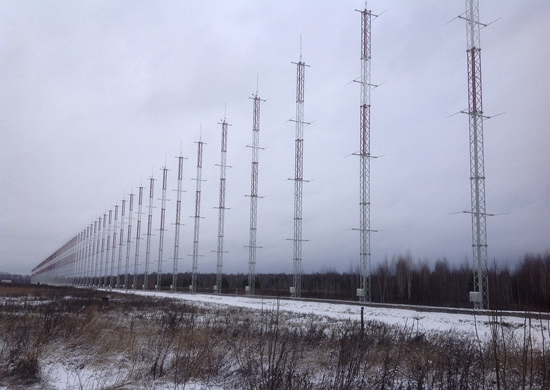

Le radar Container (29B6) (russe: 29Б6 «Контейнер») est la nouvelle génération de radars trans-horizon russes, permettant la surveillance de l'espace aérien à longue distance et la détection des missiles balistiques. Le premier radar, près de Kovylkino, en Mordovie, en Russie, est devenu opérationnel en décembre 2013,. Un autre radar Container est en construction dans l'extrême est de la Russie. La construction devrait être terminée en 2018.

## Description
Le radar est capable de surveiller l’espace aérien jusqu’à 100 km d’altitude et sa portée est de 3 000 km. Le radar a été développé par NPK NIIDAR, également développeur du radar Voronezh-DM. Le designer en chef était Valentin Strelkin. Le prix du système était de 10 milliards de roubles.
Le système radar est composé de deux antennes distinctes, l'émetteur et le récepteur. Le réseau d'antennes du récepteur contient 144 mâts d'antenne d'une hauteur de 34 m chacun. Le réseau comporte trois sections: la section intérieure a une largeur de 900 m avec un espacement de 7 m entre les mâts et les deux sections extérieures ont chacune une largeur de 200 m avec un espacement de 14 m. La largeur totale du réseau est de 1 300 m. Le réseau d'antennes de l'émetteur comprend 36 mâts reconfigurables sur une largeur de 440 m.
Les signaux radar ont été détectés par certains opérateurs radioamateurs dans la bande de fréquences de 7 à 19,745 MHz. Le taux de répétition des impulsions est de 50 impulsions par seconde, d'une largeur de bande d'environ 14 kHz; une modulation de fréquence sur impulsion (FMOP) est utilisée,. Le signal reçu a un son similaire au radar Duga opéré de 1976 à 1989, surnommé "le pic-vert russe".

## Sites
Les antennes de réception sont situées à 8 km au sud-ouest de Kovylkino, Mordovie, Russie.( 
53° 59′ 03″ N, 43° 50′ 34″ E
). Les antennes des émetteurs sont situées à 300 km du récepteur, à 5 km au nord de la ville de Gorodets, oblast de Nizhegorodskaya, Russie (
56° 41′ 36″ N, 43° 29′ 10″ E
). Le système est aligné sur une orientation de 240 degrés pour surveiller l’espace aérien à l’ouest de la Russie.